# 勒梅尼勒欧布里
勒梅尼勒欧布里（法語：Le Mesnil-Aubry，法語發音：[lə menil obʁi] ⓘ）是法国法兰西岛大区瓦兹河谷省的一个市镇，位于该省东部，属于萨塞勒区。

## 地理
勒梅尼勒欧布里（49°3'6"N, 2°23'54"E）面积6.64 平方千米，位于法国法蘭西島大區瓦兹河谷省，该省份为法国北部内陆省份，北起瓦兹省，西接厄尔省，南至塞纳-圣但尼省、上塞纳省和伊夫林省，东临塞纳-马恩省。
与勒梅尼勒欧布里接壤的市镇（或旧市镇、城区）包括：法兰西地区马雷伊、埃库昂、阿坦维尔、埃藏维尔、帕里西地区丰特奈、勒普莱西加索、维利耶勒塞克。

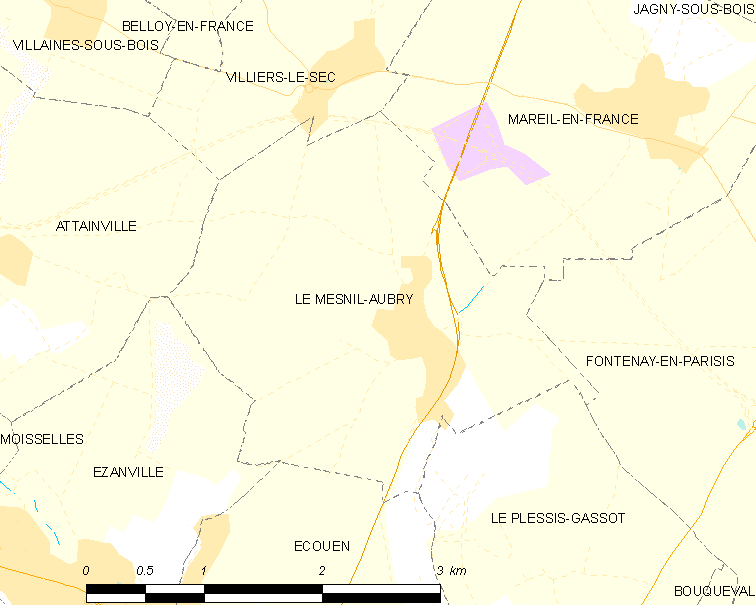
勒梅尼勒欧布里的OSM定位图

勒梅尼勒欧布里的时区为UTC+01:00、UTC+02:00（夏令时）。

## 行政
勒梅尼勒欧布里的邮政编码为95720，INSEE市镇编码为95395。

## 政治
勒梅尼勒欧布里所属的省级选区为福斯县。

## 人口

1962-2008年间勒梅尼勒欧布里人口变化图示

勒梅尼勒欧布里于2022年1月1日时的人口数量为901人。